# Бри Шарп
Бри Шарп (Филаделфија, 17. децембар 1975) америчка је музичарка, композиторка и глумица.